# PROM-1
PROM-1 ili potezna rasprskavajuća odskočna mina mina je jugoslavenske proizvodnje. Sastoji se od cilindričnog tijela sa zvjezdastim upaljačem koji je umetnut u vrh mine te je izgledom slična njemačkoj S-mini.
Mina se aktivira uz pomoć zvjezdastog upaljača s detonatorom koji se nalazi na vrhu mine, dok se sam upaljač može aktivirati potezom ili pritiskom. I u jednom i drugom slučaju aktivira se poseban naboj od 3 grama koji se nalazi na postolju mine te gornji dio tijela mine bude lansiran s postolja na visinu od otprilike 50 do 80 centimetara, razvlačeći posebnu žicu koja, kada se razvuče do kraja, aktivira udarnu iglu detonatora, a detonator glavni naboj, koji raznese metalnu košuljicu mine u gomilu fragmenata koji se velikom brzinom rasprsnu na sve strane. Zbog kratkoće vremena (otprilike 1 sekunda) koje prođe od aktiviranja do eksplozije mine nemoguće je zauzeti zaklon. Tijelo mine je oblo i obojeno sivomaslinasto, a na njemu se nalazi naziv mine te serija. Također, to je tijelo s unutarnje strane ožlijebljeno radi bolje fragmentacije.
Kao i sve odskočne rasprskavajuće mine, PROM-1 je smrtonosna na popriličnoj udaljenosti jer je sposobna rasprsnuti opasne fragmente na 100 i više metara, a one smrtonosne u krugu od 50 metara. Ova mina sa sigurnošću ubija ili teško ozljeđuje bilo koga u krugu od 30 metara od eksplozije. Kao i sve odskočne mine i PROM-1 u stanju je nanijeti ozljede bez obzira na zaštitu i nošenje različitih pancirnih odijela i oklopa, jer rasipanje fragmenata kod ovog tipa mine svejedno ozlijeđuje nezaštićene dijelove tijela, naročito udove, lice i oči žrtve to jest žrtava. 
PROM-1 je relativno teško uočiti jer osim zvjezdastog upaljača većina tijela mine je ukopana i zbog toga nije vidljiva. Premda mina sadrži poprilično metala (koji se lako može detektirati detektorom za metal), samo razminiranje detektorom metala je opasno jer mahanjem glavom detektora po površini može lako doći do udara sa zvjezdastim upaljačem ili poteznom žicom, što rezultira eksplozijom mine.
PROM-1 minu problematično je deaktivirati sigurno. Razlog tome je što kada je mina izložena atmosferalijama duže vremena upaljač mine postane nestabilan te pirotehničari pribjegavaju uništavanju ove mine na licu mjesta, to jest detonirajući eksploziv uz samu minu.
Mina obično (ne i nužno) bude postavljena na poteznu žicu za aktiviranje duljine 6 metara da bi se proširilo područje aktiviranja. Pirotehničari pronalaskom žice i njenim praćenjem do izvora lako pronalaze minu, ali je važno napomenuti da je moguće da su druge mine postavljene duž istog područja te valja imati na umu da ista mina može biti "osigurana" drugom minom, kao na primjer PMA-3, PMN ili nekom sličnom minom koja može biti ukopana ispod iste.
Ova je mina pronađena u Angoli, BiH, Čileu, Hrvatskoj, Eritreji, Iraku, Kosovu, Mozambiku i Namibiji.

## Vanjske poveznice
- pri HCR-u  Arhivirana inačica izvorne stranice od 4. ožujka 2021. (Wayback Machine)
- International Trust Fund: članak o PROM-1 i PROM-1P  Arhivirana inačica izvorne stranice od 28. rujna 2007. (Wayback Machine)
- James Madison University: PROM-1 i razminiranje na Kosovu
- Military Periscope: PROM-1
- Mine Jugoslavenske proizvodnje uključujući i PROM-1  Arhivirana inačica izvorne stranice od 6. siječnja 2010. (Wayback Machine)
- Fotografije PROM-1  Arhivirana inačica izvorne stranice od 12. veljače 2012. (Wayback Machine)